# Miklós Varga
Miklós Varga est un boxeur hongrois né le 26 août 1987.

## Carrière
Sa carrière amateur est principalement marquée par une médaille d'argent remportée lors des championnats d'Europe de Liverpool en 2008 dans la catégorie poids légers.

## Palmarès

### Jeux olympiques
- Qualifié pour les Jeux de 2012 à Londres, Angleterre
- Participation aux Jeux de 2008 à Pékin, Chine

### Championnats d'Europe de boxe amateur
- Médaille d'argent en -60 kg en 2008 à Liverpool,  Angleterre